# Kapitæl (typografi)
 For alternative betydninger, se Kapitæl. (Se også artikler, som begynder med Kapitæl) Denne artikel bør gennemlæses af en person med fagkendskab for at sikre den faglige korrekthed.

En kapitæl er et stort bogstav (majuskel) skrevet i samme højde som et lille bogstav (minuskel) har i den aktuelle skrifttype. Kaldes også 'x-højden' ud fra højden på bogstavet x.

## Oprindelse
Blev indført af Aldus Manutius i 1501 og er lidt unuanceret sagt versaler i x-højde. På moderne elektronisk tekstbehandling genereres kapitæler næsten altid ud fra skriften man skriver med. Således konverteres de oprindelige minuskler egentlig blot til formindskede versaler. De store bogstaver (f.eks. i et personnavn) forbliver i den oprindelige størrelse. Det er ikke helt korrekt at danne kapitæler på denne måde. 
Oprindeligt var kapitæler specielt tegnede bogstaver, og altså ikke blot en formindskning af versalerne. Ved formindskningen kan man opnå den uheldige effekt, at de oprindelige minuskler bliver mere tyndbenede end de store begyndelsesbogstaver. Dette sker netop fordi hele bogstavet og dermed også stregerne formindskes. I mindre skrifttyper kan det som regel gå, i større bør man lade være eller anskaffe sig en specialtegnet kapitælskrift. 
Til højre er et eksempel på uægte kapitæler, der dog kan gå an, fordi størrelsen er forholdsvis lille.
Kapitæler kan med held bruges i visse forkortelser, hvor bogstaverne normalt står med versaler, f.eks. NASA eller DSB.